# Bound for Glory (2021)
Bound for Glory (2021) – gala wrestlingu, zorganizowana przez amerykańską federację Impact Wrestling (IW), która była nadawana na żywo w systemie pay-per-view i za pośrednictwem platformy Fite.tv. Odbyła się 23 października 2021 w Sam’s Town Live w Las Vegas. Była to siedemnasta gala z cyklu Bound for Glory, a zarazem czwarte pay-per-view IW w 2021.
Karta walk składała się z ośmiu pojedynków, a samo wydarzenie poprzedził Preshow match. W walce wieczoru Moose, zwycięzca Call Your Shot Guntlet matchu, zrealizował wybraną przez siebie możliwość walki o tytuł Impact World Championship, pokonując Josha Alexandra. Chwilę wcześniej Alexander zwyciężył dotychczasowego mistrza, Christiana Cage’a. W innych pojedynkach Mickie James odebrała Deonnie Purrazzo Impact Knockouts Championship. Trey Miguel zdobył zawieszone Impact X Division Championship po wygranej nad Steve’em Maclinem i El Phantasmo, natomiast Jordynne Grace została inauguracyjną mistrzynią Impact Digital Media. Ponadto podczas gali debiutujące The IInspiration (Cassie Lee i Jessica McKay) odebrały Decay (Rosemary i Havok) Impact Knockouts Tag Team Championship, zaś The Good Brothers (Doc Gallows i Karl Anderson), mistrzowie Impact World Tag Team, zachowali tytuły mistrzowskie, zwyciężając Bullet Club (Chris Bey i Hikuleo) oraz FinJuice (David Finlay i Juice Robinson).

## Tło
Podczas Slammiversary (17 lipca) Impact Wrestling zaprezentował film promujący nadchodzącą galę Bound for Glory, podając datę wydarzenia oraz informację, że na gali wystąpią zawodnicy z zaprzyjaźnionych federacji – amerykańskiej All Elite Wrestling (AEW), meksykańskiej Lucha Libre AAA Worldwide (AAA) i japońskiej New Japan Pro-Wrestling (NJPW). 10 września organizacja poinformowała, że Bound for Glory odbędzie się w Sam’s Town Live w Las Vegas.

## Rywalizacje
Bound for Glory oferowało walki wrestlingu z udziałem różnych zawodników na podstawie przygotowanych wcześniej scenariuszy i rywalizacji, które są realizowane podczas cotygodniowych odcinków programu Impact!. Wrestlerzy odgrywają role pozytywnych (face) lub negatywnych bohaterów (heel), którzy rywalizują pomiędzy sobą w seriach walk mających budować napięcie.

### Christian Cage vs. Josh Alexander
Na Victory Road (18 września) Christian Cage obronił Impact World Championship w walce z Acem Austinem. Po zakończeniu spotkania Impact X Division Champion, Josh Alexander, skonfrontował się z Cage’em i powołał się na Opcję C. Według tej zasady zrzekł się tytułu X Division na rzecz możliwości pojedynku o tytuł mistrza świata. Ich spotkanie zostało ogłoszone jako walka wieczoru Bound for Glory.

### Deonna Purrazzo vs. Mickie James
Na Slammiversary (17 lipca) Mickie James powróciła do Impact Wrestling po długoletniej przerwie, aby pomówić z mistrzynią kobiet – Deonną Purrazzo. James przerwała jej celebrację po zwycięskiej obronie tytułu mistrzowskiego w walce z Thunder Rosą i poprosiła ją o występ na gali federacji NWA, nazwanej NWA EmPowerrr (James była producentką wykonawczą wydarzenia). Posiadaczka Impact Knockouts Championship uznała przerwanie jej świętowanie za brak szacunku i obraziła rozmówczynię. Wtedy James zaatakowała rywalkę. W następnym tygodniu Purrazzo, za sprawą mediacji producentki Impact Wrestling, Gail Kim, zgodziła się na wzięcie udziału w zapowiadanej gali. Jej rywalką w obronie tytułu mistrzowskiego okazała się Melina. Na NWA Empowerrr (28 sierpnia) mistrzyni pokonała przeciwniczkę, po czym dzień później, na gali NWA 73, zaatakowała Mickie James. W odcinku Impactu! z 23 września wiceprezes federacji Scott D’Amore ustanowił ich walkę o Impact Knockouts Championship na Bound for Glory. Dwa tygodnie później D’Amore, mając dość nieustannych bójek zawodniczek, nałożył na nie klauzulę nietykalności. Tym samym, jeśli James dopuściłaby się ataku na Purrazzo, straciłaby miano pretendentki, natomiast jeśli Purrazzo byłaby napastniczką, wtedy odebrano by jej tytuł mistrzowski. Ponadto, zgodnie z ustaleniami Gail Kim, zawodniczki miały wybrać dla siebie nawzajem oponentki. Na Knockouts Knockdown (9 października) mistrzyni kobiet pokonała Mashę Slamovich. Tymczasem James w odcinku Impactu! z 21 października zwyciężyła Savannah Evans. Po zakończonym pojedynku Purrazzo skonfrontowała się z rywalką i odwróciła jej uwagę. Wtedy jej sojusznik, Matthew Rehwoldt, zaatakował pretendentkę, a Purrazzo chwyciła ją za włosy i przycisnęła jej głowę do maty. Tego samego dnia D’Amore przekazał mistrzyni informację, że nie zabierze jej tytułu mistrzowskiego, lecz Rehwoldt nie będzie mógł być obecny przy jej narożniku na Bound for Glory. Jeśli wrestler złamałby tę zasadę, oboje zostaliby zwolnieni z federacji.

### Pojedynek o Impact X Division Championship
23 września Impact Wrestling ogłosił turniej, który miał wyłonić nowego  mistrza Impact X Division po tym, jak Josh Alexander zrzekł się tego tytułu mistrzowskiego na rzecz walki o mistrzostwo świata. Zawody składały się z trzech trzyosobowych pojedynków, a ich zwycięzcy spotkają się na Bound for Glory w Three Way matchu. 30 września Trey Miguel pokonał Alexa Zayne’a i Laredo Kida, 7 października Steve Maclin zwyciężył Black Taurusa i Peteya Williamsa, następnie 14 października El Phantasmo był lepszy od Williego Macka i Rohita Raju.

### Pojedynek o Impact Knockouts Tag Team Championship
Na Knockouts Knockdown (9 października) Impact Wrestling zakomunikował, że The IInspiration (Cassie Lee i Jessica McKay) zadebiutują w federacji podczas Bound for Glory. W następnym miesiącu, 13 października, zapowiedziano, że debiutantki podejmą Decay (Rosemary i Havok) w walce o Impact Knockouts Tag Team Championship.

### Call Your Shot Guntlet match
W odcinku Impactu! z 23 września Rich Swann i Brian Myers jako pierwsi zapowiedzieli swój udział w Call Your Shot Guntlet matchu.

## Karta walk
Zestawienie zostało oparte na źródle:
| Nr                                                                   | Wyniki | Stypulacje                                                                                                  | Czas  |
| -------------------------------------------------------------------- | --- | --- | ----- |
| 1P                                                                   | Jordynne Grace pokonała Johna Skylara, Crazzy’ego Steve’a, Fallah Bahha, Chelsea Green i Madison Rayne (z Kalebem with a K)                  | Six Way Intergender match o nowo powstałe Impact Digital Media Championship                                 | 5:04  |
| 2                                                                    | The IInspiration (Jessica McKay i Cassie Lee) pokonały Decay (Rosemary i Havok) (c)                                                          | Tag Team match o Impact Knockouts Tag Team Championship                                                     | 8:58  |
| 3                                                                    | Trey Miguel pokonał Steve’a Maclina i El Phantasmo                                                                                           | Triple Threat match o zawieszone Impact X Division Championship                                             | 13:21 |
| 4                                                                    | Heath i Rhino pokonali Violent By Design (Joe Doering i Deaner) (z Erikiem Youngiem)                                                         | Tag Team match                                                                                              | 4:59  |
| 5                                                                    | Moose pokonał Matta Carodonę | 20-osobowy Call Your Shot Guntlet match; zwycięzca może wybrać mecz o dowolny tytuł mistrzowski             | 29:33 |
| 6                                                                    | The Good Brothers (Doc Gallows i Karl Anderson) (c) pokonali Bullet Club (Chris Bey i Hikuleo) oraz FinJuice (David Finlay i Juice Robinson) | Three Way Tag Team match o Impact World Tag Team Championship                                               | 9:55  |
| 7                                                                    | Mickie James pokonała Deonnę Purrazzo (c) | Singles match o Impact Knockouts Championship                                                               | 13:17 |
| 8                                                                    | Josh Alexander pokonał Christiana Cage’a (c)                                                                                                 | Singles match o Impact World Championship Wykorzystanie Opcji C przez Alexandera.                           | 18:52 |
| 9                                                                    | Moose pokonał Josha Alexandra (c) | Singles match o Impact World Championship Wykorzystanie kontraktu z Call Your Shot Gauntletu przez Moose’a. | 0:07  |
| (c) – mistrz/mistrzyni przed walkąP – walka miała miejsce w pre-show | | |       |